# Brent Eleigh
Brent Eleigh är en by (village) och en civil parish i Babergh, Suffolk i sydöstra England. Orten har 174 invånare. Den har en kyrka.